# Jevgenij Somov
Jevgenij Igorevitj Somov (ryska: Евгений Игоревич Сомов, född 28 januari 1999 i Sankt Petersburg, är en rysk simmare.

## Karriär
Somov är född i Sankt Petersburg och började simma som fyraåring. Som 16-åring tog han guld på 4×100 meter frisim och brons på 200 meter medley vid European Youth Summer Olympic Festival 2015 i Tbilisi. Vid junior-EM 2017 i Netanya tog Somov guld på 200 meter bröstsim, silver på 100 meter bröstsim och brons på 50 meter bröstsim. Han var även en del av Rysslands kapplag som tog silver på både 4×100 meter medley och 4×100 meter mixed medley. Vid junior-VM 2017 i Indianapolis var Somov en del av Rysslands kapplag tillsammans med Nikita Tretiakov, Jegor Kuimov och Ivan Girjov som tog guld och noterade ett nytt juniorvärldsrekord på 4×100 meter medley. Han tog även brons på 4×100 meter mixed medley.
2018 flyttade Somov till USA och började studera vid University of Louisville och tävla i simning för idrottsföreningen Louisville Cardinals. Han vann 4×50 meter medley vid NCAA Division I Men's Swimming and Diving Championships 2021, vilket var Louisville Cardinals första NCAA-titel i lagkapp genom tiderna.
Vid tävlingen Atlanta Classic 2024 noterade Somov ett nytt ryskt rekord på 100 meter bröstsim. Han simmade på 58,72 sekunder och slog då Anton Tjupkovs rekord från 2020 på 58,83 sekunder. Somov tävlade som Individuell neutral idrottare vid olympiska sommarspelen 2024 i Paris och var den enda tillåtna simmaren från Ryssland. Han blev utslagen i semifinalen och slutade på 13:e plats på 100 meter bröstsim samt blev utslagen i försöksheatet och slutade på 44:e plats på 50 meter frisim.